# 图罗夫-平斯克公国
图罗夫-平斯克公国 是中世纪10世紀至14世紀位於現今白俄罗斯南部和乌克兰北部的一個由东斯拉夫人建立的公国。公国的首都位於圖羅夫，境內的其他城市有平斯克、弗拉基米尔、斯盧茨克、盧茨克、莫济里和布列斯特。
后来在蒙古入侵之前的一小段时间里，它被并入加利西亞－沃里尼亞王國，不過它依舊享有一定的自治权。14世纪，該國的領土成为立陶宛大公國、鲁塞尼亚和萨莫吉希亚公国的一部分。